# رولینگوود (کالیفرنیا)
رولینگوود (به انگلیسی: Rollingwood) یک منطقهٔ مسکونی در ایالات متحده آمریکا است که در شهرستان کنترا کوستا، کالیفرنیا واقع شده‌است. رولینگوود ۰٫۴۳۰ کیلومتر مربع مساحت و ۲٬۹۶۹ نفر جمعیت دارد و ۲۲٫۸۶ متر بالاتر از سطح دریا واقع شده‌است.